# Protacheron
Protacheron är ett släkte av insekter. Protacheron ingår i familjen fjärilsländor.
Kladogram enligt Catalogue of Life:
| Protacheron | \| \| Protacheron guangxiensis \| \| \| \| \| \| Protacheron philippinensis \| \| \| \| \| \| Protacheron westermanni \| \| \| \| |
|             | \| \| Protacheron guangxiensis \| \| \| \| \| \| Protacheron philippinensis \| \| \| \| \| \| Protacheron westermanni \| \| \| \| |
|             | Protacheron guangxiensis |
|             | |
|             | Protacheron philippinensis |
|             | |
|             | Protacheron westermanni |
|             | |